# 山ガール
山ガール（やまガール）とは、かつての登山用品とは異なるファッショナブルなアウトドア用衣料を身に着けて山に登る若い女性、または登山を愛好する女性に対する愛称もしくは俗称。以前は登山を始めたばかりの若い女性への俗称。

## 概要
2009年頃から、テレビ、雑誌、インターネットなどで山ガールをいう言葉をよく見かけるようになった。最近の登山ブームに乗って、高尾山や富士山でも、多くの山ガールが見られるようになった。一部で、登山に適さない装備で山遊びをする例があると指摘を受けている。2010年、ユーキャン新語・流行語大賞の候補60語に選ばれた。
かつてはニッカーボッカーズを着用する例もあったが、最近は（ランニングスカートのような重ね履きの）「山スカート」が見られるようになった。
2012年11月に熊本県上天草市で全国初の山ガールサミットが開催（会場：上天草市姫戸町　白嶽山）された。翌年から宮崎県えびの市、熊本県南阿蘇村でも開催され、九州各地へ広がりをみせ、全国から山ガールが集まる大きなイベントとなっている。

## テレビ番組
- 『UP!』「『山ガール』急増中!!」（2009年10月27日、メ〜テレ） - 番組内特集企画[6]
- 『萌ゆるッ 山ガール!!』（2010年7・8月、関西テレビ）
- 『Bizスポ』「山ガール 人気定着へ企業の秘策」（2010年8月30日、NHK総合） - 番組内特集企画[7]
- 『登る女』（2010年 - 、BS日テレ）
- 『山ガールが行く!』（2011年2月19日、信越放送※全国ネット） - 出演：押切もえ、真山景子ほか[8]
- 『あなたもこれから山ガール』（2011年8月1日 - 9月26日） - NHKEテレ、チャレンジ!ホビーの枠で放送。出演：村井美樹
- 『山女日記』 - 湊かなえ原作の小説およびテレビドラマ
- 『ヤマノススメ』（2013年、2014年、2018年、2022年、TOKYO MX）

## 関連図書
- 『山登りはじめました めざせ!富士山編』鈴木ともこ（著）、メディアファクトリー、2009年6月、ISBN 978-4840128179
- 『ランドネ』、エイ出版社の月刊誌の創刊号、2009年6月、ISBN 978-4777913626
- 『田部井淳子のはじめる!山ガール』日本放送出版協会、2010年4月、ISBN 978-4141870746
- 『山ガールデビュー はじめての山登り 関東版』ジェイティビィパブリッシング、2010年5月、ISBN 978-4533079245
- 『首都圏 親しみの登山〜山ガール・ヤング・中高年に贈る魅力の低山総ガイド』心交社、2010年9月、ISBN 978-4778109561
- 『山女子宣言』イカロス出版、2010年10月、ISBN 978-4863203952
- 『ヤマノススメ』しろ、アース・スター エンターテイメント、コミック版2011年9月-2014年10月、デジタル版2014年11月-